# Радехівський район
Радехівський район — колишній район України на північному сході Львівської області.

## Географія
Район розташований у північній частині Львівської області, межує з Кам'янко-Бузьким, Сокальським, Бродівським, Буським районами та Горохівським районом Волинської області, а також з м. Червоноград. Район в сьогоднішніх межах утворений в 1965 році.
Площа району становила 1144 км².
Територію району перетинають шосейні шляхи Львів—Луцьк, Броди—Червоноград, Радехів—Берестечко, Вузлове—Буськ, Сокаль—Стоянів; залізничні колії Львів—Ковель, Львів—Санкт-Петербург.
Рельєф рівнинний. Найбільші річки — Західний Буг з притоками Білостоком та Холоївкою і Стир з притоками Березівкою, Радоставкою, Судилівкою.
Ґрунти перегнійно-карбонатні. У долинах приток Західного Бугу і Стиру — великі торф'яні масиви. В західній частині району залягають поклади кам'яного вугілля. Велику частину території, майже 25 відсотків, займають ліси, переважно соснові, дубові. В околиці села Нестаничі ростуть карликові дуби.

### Пам'ятки природи
- Заповідне урочище «Грицеволя», Лопатинське лісництво
- Загальнозоологічний заказник «Пукачів», Радехівське лісництво
- Заповідне урочище «Топорів», Нивицьке лісництво
- Лісовий заказник загальнодержавного значення «Лопатинський», Лопатинське лісництво
- Група із 22 столітніх ясенів у м. Радехові, вул. Витківська

## Історія
Нинішня територія Радехівського району у XII столітті входила до так званого Белзького князівства, яке утворилося близько 1170 року. Воно належало спочатку Володимир-Волинському, а потім Галицько-Волинському князівству. Белз був одним із великих міст на заході Волинського князівства.

Архітектурна композиція на в'їзді до району. 2009 рік.

У сиву давнину з далекого півдня через Радехівщину перейшла орда татар хана Батия, прямуючи на Володимир. Татарська навала та спустошення цієї території привела до великого голоду, що було причиною трирічної епідемії (подібна ж трагедія повторилася і в 1314 році). Об'єднане в кінці 12 століття Галицько-Волинське князівство зміцнившись економічно і політично, стало сильним постом на заході руських земель проти натиску німецьких, угорських, польських та литовських феодалів-завойовників.
У сиву давнину сюди, з далекого півдня, через Буськ, Стоянів та Сокаль широкою дорогою, так званим «чорним шляхом» проходили каравани купців, торговців.
У другій половині XIX століття Радехівська латифундія перейшла до сім'ї графа Бадені, який одружився з дочкою Міра. Бадені рахувався сьомим із десяти найбагатших магнатів Галичини. Він був намісником цісаря в Галичині.
На згадку про скасування панщини в селі Павлові побудований 4-ох метровий пам'ятник, обеліск якого нагадує давню Єгипетську піраміду з датою 1851 рік.
З другої половини XIX століття діє товариство «Просвіта», яке ставило собі за мету відстоювати українську мову та культуру від посягань австро-угорської та московської влади, польських шовіністів. Відомо, що перші читальні «Просвіти» існували в селах Радехівщини у 80-их роках XIX століття.
17 січня 1940 року утворено Радехівський район зі ґмін Радехівського повіту: міської ґміни Радехів та сільських ґмін Радехів, Стоянів, Холоїв і Новий Витків.
13 вересня 1940 р. до складу Радехівського району передано східну частину Шевченківського району з селами Гоголів, Корчин, Поздимир, Радванці, Розжалів та Яструбичі..
У 1962 році до складу району увійшов Лопатинський район.
05.02.1965 Указом Президії Верховної Ради Української РСР передано Станіславчицьку сільраду Радехівського району до складу Бродівського району.

## Адміністративний устрій
Адміністративно-територіально район поділяється на 1 міську раду, 1 селищну раду та 31 сільських рад, які об'єднують 71 населений пункт і підпорядковані Радехівській районній раді. Адміністративний центр — місто Радехів.

## Економіка
На території району нараховується 36 сільськогосподарських підприємств, 59 фермерських господарств. Виробничий напрямок господарств тваринницько-буряківничий з розвинутим зерновим господарством.
На території району діє 15 промислових підприємств.
Найбільші із них:
- ТзОВ «Радехів-цукор»,
- ЗАТ «Галичина»,
- Вузлівський та Лопатинський спиртзаводи,
- Стоянівський та Лопатинський торфобрикетні заводи,
- ДП Радехівське лісомисливське господарство.
- ТзОВ «Мебель-сервіс»
- Барс ЛТД

У районі зареєстровано понад 150 суб'єктів малого підприємництва.

## Транспорт
Відомий вкрай поганим станом навіть центральних доріг (зокрема, Н17) станом на 2010-і роки. В 2015-16рр. дорогу Н17 відремонтували. Зокрема, відтинок колись дороги Т 1410 Червоноград — Радехів назвали «Чеченська дорога». Часто через це відбуваються акції протесту.

## Населення
Розподіл населення за віком та статтю (2001):
| Стать | Всього | До 15 років | 15-24 | 25-44 | 45-64 | 65-85 | Понад 85 |
| --- | ------ | ----------- | ----- | ----- | ----- | ----- | -------- |
| Чоловіки | 24 788 | 5346        | 3891  | 7414  | 5176  | 2784  | 177      |
| Жінки | 27 647 | 5167        | 3551  | 7261  | 6050  | 5103  | 515      |
| \| Статево-вікова піраміда \| Статево-вікова піраміда \| Статево-вікова піраміда \| \| ----------------------- \| ----------------------- \| ----------------------- \| \| Чоловіки \| Вік \| Жінки \| \| 177 \| 85 + \| 515 \| \| 222 \| 80-84 \| 567 \| \| 471 \| 75-79 \| 1272 \| \| 958 \| 70-74 \| 1568 \| \| 1133 \| 65-69 \| 1696 \| \| 1222 \| 60-64 \| 1733 \| \| 976 \| 55-59 \| 1258 \| \| 1352 \| 50-54 \| 1464 \| \| 1626 \| 45-49 \| 1595 \| \| 2013 \| 40-44 \| 2017 \| \| 1799 \| 35-39 \| 1772 \| \| 1888 \| 30-34 \| 1681 \| \| 1714 \| 25-29 \| 1791 \| \| 1892 \| 20-24 \| 1690 \| \| 1999 \| 15-20 \| 1861 \| \| 2084 \| 10-14 \| 1973 \| \| 1847 \| 5-9 \| 1741 \| \| 1415 \| 0-4 \| 1453 \| |        |             |       |       |       |       |          |
| Статево-вікова піраміда |        |             |       |       |       |       |          |
| Чоловіки | Вік    | Жінки       |       |       |       |       |          |
| 177 | 85 +   | 515         |       |       |       |       |          |
| 222 | 80-84  | 567         |       |       |       |       |          |
| 471 | 75-79  | 1272        |       |       |       |       |          |
| 958 | 70-74  | 1568        |       |       |       |       |          |
| 1133 | 65-69  | 1696        |       |       |       |       |          |
| 1222 | 60-64  | 1733        |       |       |       |       |          |
| 976 | 55-59  | 1258        |       |       |       |       |          |
| 1352 | 50-54  | 1464        |       |       |       |       |          |
| 1626 | 45-49  | 1595        |       |       |       |       |          |
| 2013 | 40-44  | 2017        |       |       |       |       |          |
| 1799 | 35-39  | 1772        |       |       |       |       |          |
| 1888 | 30-34  | 1681        |       |       |       |       |          |
| 1714 | 25-29  | 1791        |       |       |       |       |          |
| 1892 | 20-24  | 1690        |       |       |       |       |          |
| 1999 | 15-20  | 1861        |       |       |       |       |          |
| 2084 | 10-14  | 1973        |       |       |       |       |          |
| 1847 | 5-9    | 1741        |       |       |       |       |          |
| 1415 | 0-4    | 1453        |       |       |       |       |          |

Національний склад району станом на 2001 р.:
| національність | кількість осіб | %     |
| -------------- | -------------- | ----- |
| українці       | 52 112         | 99,38 |
| росіяни        | 218            | 0,42  |
| білоруси       | 26             | 0,05  |
| поляки         | 22             | 0,04  |
| молдовани      | 13             | 0,02  |
| інші           | 47             | 0,09  |
| не вказали     | 1              | …     |
| всього         | 52 439         | 100   |

## Пам'ятки

### Пам'ятки архітектури

c.Павлів, Філіальний костел (1914)
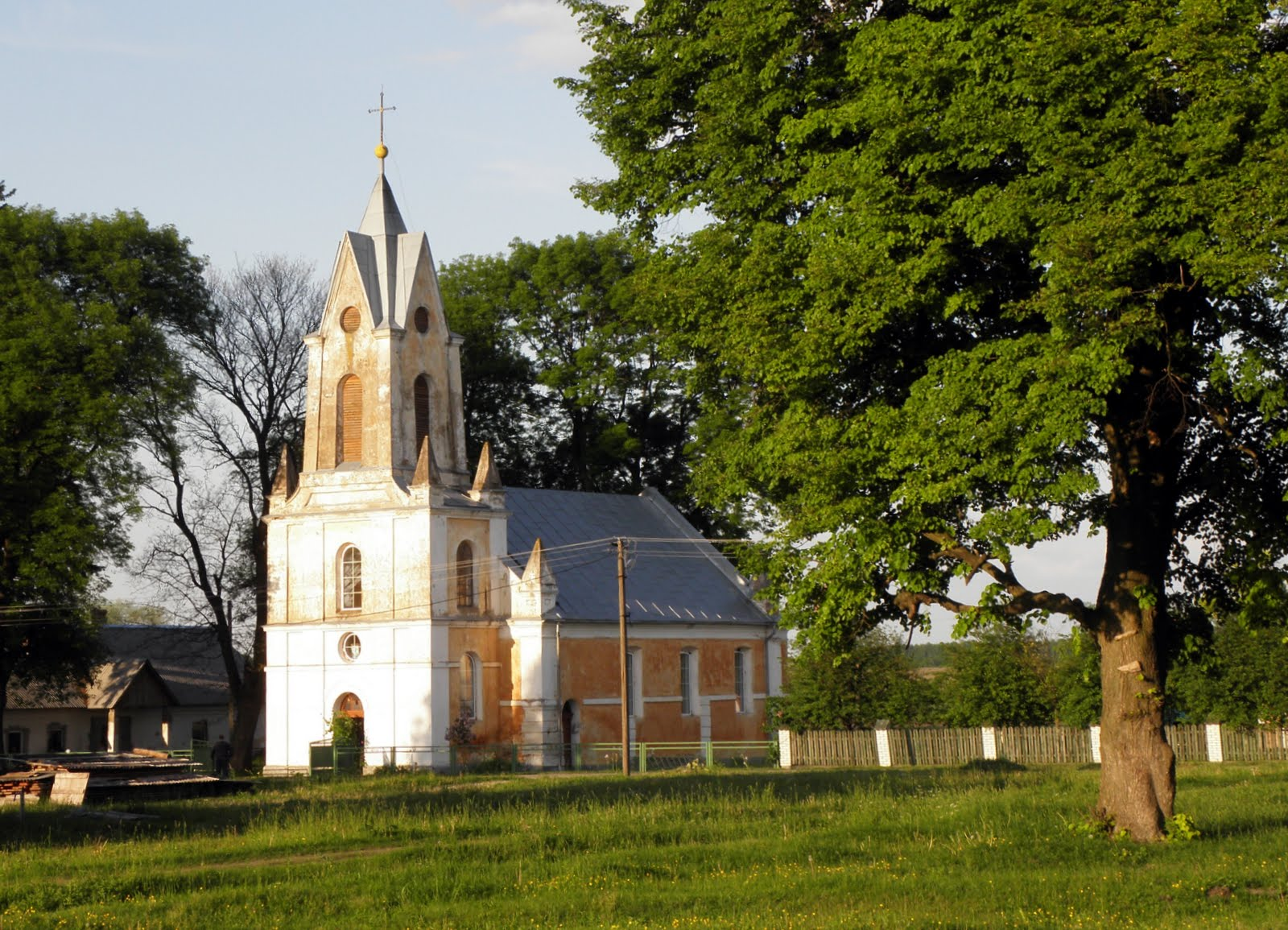
с.Йосипівка. костел (1846)

- Церква Покрова Богородиці з дзвіницею (1724 р.), дерев'яна; с. Вузлове
- Костел Непорочного Зачаття Діви Марії (1772 р.), смт. Лопатин
- Церква з каплицею, с. Нестаничі
- Церква Преображення Господнього (1738 р.), дерев'яна; с. Новий Витків (район «Старий Витків»)
- Церква Успіння Пресвятої Богородиці з дзвіницею (1738 р.), дерев'яна; с. Оглядів
- Церква Св. Духа (1727 р.) з дзвіницею (1786 р.), дерев'яна; с. Полове
- Церква Різдва Пресвятої Богородиці з дзвіницею (1700 р.), дерев'яна; с. Радванці
- Церква Симеона Стовпника (1700 р.), с. Сушно
- Церква Пресвятої Трійці (1760 р.) з дзвіницею (1721 р.), дерев'яна; с. Трійця
- Костели в селах Сушно, Стоянів, Йосипівка

## Відомі люди
- У 1838 році в селі Нестаничах жив і служив парохом Маркіян Шашкевич — видатний український поет, демократ і просвітитель. Він був найдіяльнішим учасником «Руської трійці».
- Впродовж 1846–1848 рр. у Нестаничах жив Іван Вагилевич — побратим М. Шашкевича.
- У Новому Виткові народився оперний співак світової слави Олександр Мишуга. Мишуга займався педагогічною діяльністю, створив свою вокальну школу. Похований у рідному селі.
- Село Барилів, що на Радехівщині — батьківщина головнокомандувача Української Галицької Армії Мирона Тарнавського.
- Вихідцем із села Кривого є Степан Мудрик — один з організаторів загонів УПА на Радехівщині, соратник С. Бандери, член центрального проводу ОУН в діаспорі.
- Вихідцем із Немилова був Степан Смаль-Стоцький. Він був професором Чернівецького університету. В 1917 році став головою бойової управи січових стрільців, потім послом ЗУНР у Празі.
- В 1885–1886 роках у Руденку вчителювала Уляна Кравченко — українська письменниця.
- Село Оглядів — місце народження Осипа Васильовича Турянського. Син бідного теслі закінчив Віденський університет, став високоосвіченою людиною. Автор повісті «Поза межами болю», роману «Син землі», комедії «Раби». В цьому селі неодноразово бував майбутній керівник УПА Р. Шухевич з родини священика Березинського.
- У роки своєї юності в містечку Лопатині жила українська художниця Олена Кульчицька.
- В Оглядові народився син головного командира УПА, Герой України Юрій Шухевич.